# Grjotgard Herlaugsson
Grjotgard Herlaugsson (nòrdic antic: Grjótgarð, 790? - 867?) va ser un cabdill viking de Noruega, jarl de Håløy (Håløyjarl) i primer jarl de Lade. El seu fill Håkon Grjotgardsson va ser aliat de Harald I el de la bella cabellera durant la unificació del territori per a subjugar els regnes vikings de Noruega independents a la corona.
Va ser a finals del segle viii quan els jarls de Lade van veure incrementada la seua influència, poder i expansió territorial cap al sud que culminà amb la conquista de la costa de Lofoten, al fiord de Trondheim. La hisenda de Grjotgard estava emplaçada a Selva (Agdenes) quan el rei Harald sotmeté a la regió.